# Карловвілл
Карловвілл (англ. Carlowville) — невключена територія в окрузі Даллас, штат Алабама, США. 

## Демографія
Станом на липень 2007на території мешкало 800 осіб. 
Чоловіків — 382 (47.8 %);

Жінок — 418 (52.2 %).
Медіанний вік жителів: 43.3 років;
по Алабамі: 35.8 років.

### Доходи
Розрахунковий медіанний дохід домогосподарства в 2009 році: $21,844 (у 2000: $19,653);
по Алабамі: $40,489.
Розрахунковий дохід на душу населення в 2009 році: $17,162.
Безробітні: 5,2 %.

### Освіта
Серед населення 25 років і старше: 
Середня освіта або вище: 57,8 %;

Ступінь бакалавра або вище: 11,7 %;

Вища або спеціальна освіта: 4,3 %.

### Расова / етнічна приналежність
Афроамериканців — 618 (71.5 %);

 Білих — 243 (28.1 %);

 Латиноамериканців — 2 (0.2 %);

 Відносять себе до 2-х або більше рас — 1 (0.1 %).

## Нерухомість
Розрахункова медіанна вартість будинку або квартири в 2009 році: $78,032 (у 2000: $59,300);
по Алабамі: $119,600.